# Amaury García Moreno
Amaury Garcia Moreno (19 de diciembre de 2001; Ciudad de México), es un futbolista mexicano, juega como Centrocampista defensivo y su actual equipo es el Cruz Azul de la Primera División de México.

## Clubes
Actualizado al último partido jugado el 8 de abril de 2025.
| Club      | País   | Año             |
| --------- | ------ | --------------- |
| UNAM      | México | 2021 - 2024     |
| Cruz Azul | México | 2024 - Presente |

## Estadísticas
Actualizado al último partido jugado el 11 de febrero de 2025.
| Club                        | Div.          | Temporada     | Liga  | Liga  | Liga   | Copas nacionales | Copas nacionales | Copas nacionales | Torneos internacionales | Torneos internacionales | Torneos internacionales | Total | Total | Total  |
| Club                        | Div.          | Temporada     | Part. | Goles | Asist. | Part.            | Goles            | Asist.           | Part.                   | Goles                   | Asist.                  | Part. | Goles | Asist. |
| --------------------------- | ------------- | ------------- | ----- | ----- | ------ | ---------------- | ---------------- | ---------------- | ----------------------- | ----------------------- | ----------------------- | ----- | ----- | ------ |
| Universidad Nacional México | 1.ª           | 2019-20       | —     | —     | —      | 5                | 1                | 0                | —                       | —                       | —                       | 5     | 1     | 0      |
| Universidad Nacional México | 1.ª           | 2020-21       | 10    | 0     | 0      | —                | —                | —                | —                       | —                       | —                       | 10    | 0     | 0      |
| Universidad Nacional México | 1.ª           | 2021-22       | 5     | 0     | 1      | —                | —                | —                | —                       | —                       | —                       | 5     | 0     | 1      |
| Universidad Nacional México | Total club    | Total club    | 15    | 0     | 1      | 5                | 1                | 0                | 0                       | 0                       | 0                       | 20    | 1     | 1      |
| Cruz Azul México            | 1.ª           | 2024-25       | 6     | 0     | 0      | —                | —                | —                | 2                       | 0                       | 0                       | 8     | 0     | 0      |
| Cruz Azul México            | 1.ª           | 2025-26       | 0     | 0     | 0      | —                | —                | —                | 0                       | 0                       | 0                       | 0     | 0     | 0      |
| Cruz Azul México            | Total club    | Total club    | 6     | 0     | 0      | 0                | 0                | 0                | 2                       | 0                       | 0                       | 8     | 0     | 0      |
| Total carrera               | Total carrera | Total carrera | 21    | 1     | 1      | 5                | 1                | 0                | 2                       | 0                       | 0                       | 28    | 1     | 1      |

## Palmarés
| Título                           | Club                     | Sede             | Año  |
| -------------------------------- | ------------------------ | ---------------- | ---- |
| Liga de Campeones de la CONCACAF | Club de Fútbol Cruz Azul | Ciudad de México | 2025 |